# إيمانويل نادينغار
إيمانويل دجيلاسم نادينغار (Emmanuel Djelassem Nadingar) (مواليد 1951) سياسي تشادي، شغل منصب رئيس وزراء تشاد من مارس 2010 إلى يناير 2013.